# Arteria subcostal

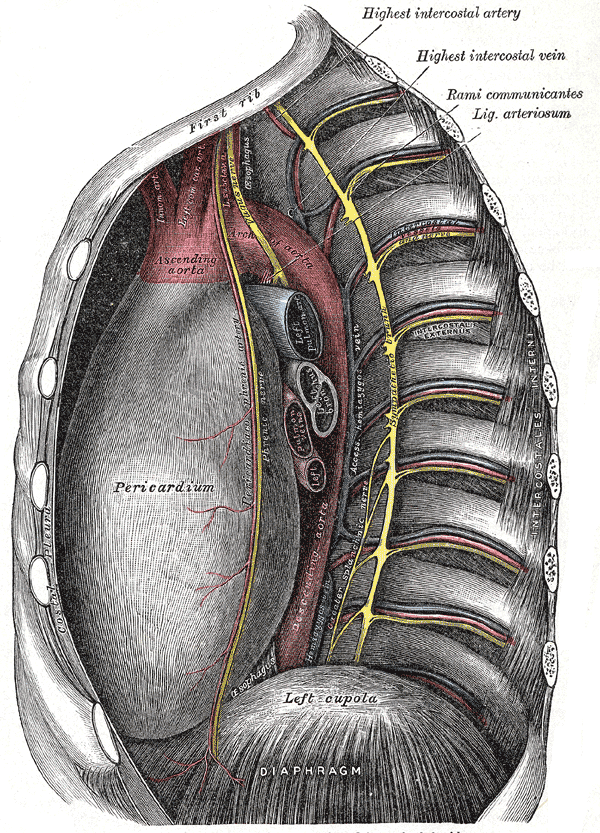
Arteria subcostal que se origina en la aorta torácica.

La arteria subcostal es una arteria que se origina en la aorta torácica.

## Ramas
Emite las siguientes ramas:
- Rama posterior, que acompaña a la rama posterior del nervio raquídeo.
- Rama espinal, que se introduce por el agujero de conjunción y se distribuye en las vértebras y la médula espinal.

## Distribución
Se distribuye hacia la porción superior de la pared abdominal posterior.